# Именной класс

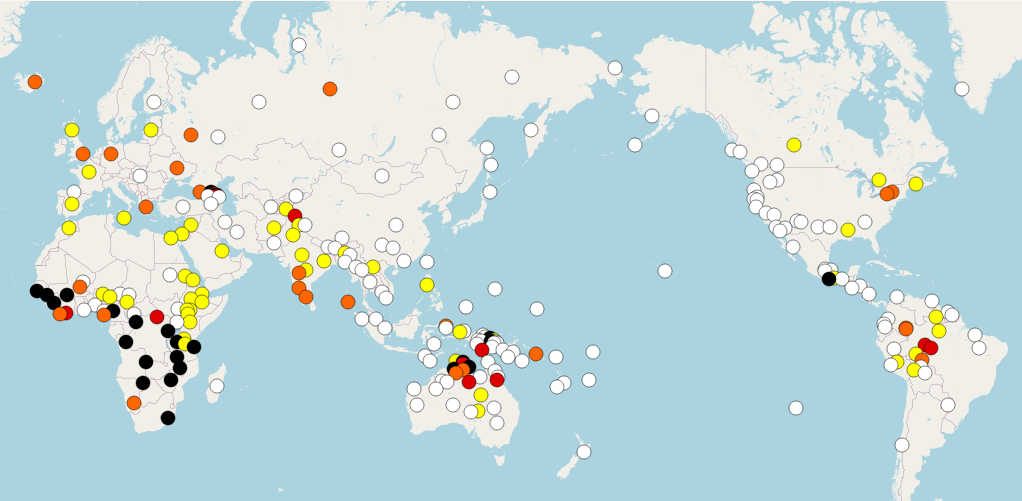
Число родов или классов в отдельных языках
Отсутствуют
Два рода
Три рода
Четыре рода
Более четырёх родов

Именно́й класс — лексико-грамматическая категория существительного, состоящая в распределении имён по группам (классам) в соответствии с некоторыми семантическими признаками при обязательном формальном выражении классной принадлежности имени в структуре предложения. 
Именной класс вместе с категорией рода образует более общую категорию согласовательных классов. Именные классы отличаются от рода иными основаниями классификации: в именных классах признак дифференциации (реальной или метафорической) денотатов по признаку пола либо вовсе отсутствует, либо совмещается с другими признаками, вследствие чего системы именных классов обычно богаче, чем родовые; в более редких случаях род существует как автономная подсистема в пределах одного из именных классов (например, в тамильском языке, где различаются 2 класса по признаку разумности/неразумности и в классе разумных существ имена подразделяются по роду на мужские и женские).

## Распространение
Именные классы присущи некоторым языкам Северной Америки (например, язык эйяк), Африки (языки банту), Кавказа (нахско-дагестанские языки), Австралии и Океании. 
Количество именных классов колеблется по языкам от двух до нескольких десятков (например, для языка насиой в Папуа — Новой Гвинее отмечается свыше 40 именных классов). В большинстве языков с именными классами семантические основания классификации затемнены и лишь отдельные классы обнаруживают относительно единообразное содержание; например, в эйяк (на-дене) отчётливо выделяются классы жидкостей и плодов и ягод, а остальные классы гетерогенны по составу; в банту языках только 1-й класс содержит семантически однородные имена (класс людей), прочие имеют условное семантические определение (классы растений, животных и т. п.), так как в них немало имён с иным значением. По типу общего лексического значения можно различать номинативные и оценочные именные классы: первые содержат основные наименования объектов, вторые дают их вторичную характеристику по величине, конфигурации, субъективной оценке говорящими и т. п. (сравните в ганда omu-ntu «человек» — ogu-ntu «человечище», «великан», ery-ato «лодка» — aka-ato «лодочка», где именные классы выражены префиксами). Тем не менее деление именных классов на два указанных типа не абсолютно: один и тот же класс может для части имён быть номинативным, для других — оценочным; так, в ганда 13-й класс aka- выступает как диминутивный (выражающий уменьшительность) по отношению к другим классам, но в нём есть имена, для которых он номинативный (aka-mwa «рот», aka-solya «крыша» и т. д.); в результате многие классы в банту двойственны по семантике, совмещая номинативные и оценочные лексические функции. В других языках оценочные характеристики могут быть основой классификации (например, в некоторых языках Северной Америки); при этом принадлежность к классу является скользящей речевой характеристикой имени, привязанной к реально наблюдаемой форме или положению объекта, а в определённых случаях имя может быть вообще не классифицировано, если конкретные черты объекта несущественны для содержания сообщения или если объект предстаёт в нетипичном, деформированном состоянии. Многие учёные считают, что оценочные признаки были первоначальной основой классификации и в таких языках, как банту и фула, но, так как исконная семантика именных классов размыта, главным критерием их обнаружения становится формальный.

## Разновидности
Существуют различные определения именных классов на основе формальных признаков; отличия между ними сводятся к большему или меньшему акцентированию синтаксического критерия — согласования. Значительный вклад в теорию именных классов внесли африканисты (Д. Вестерман, К. Майнхоф, А. Клингенхебен, М. Гасри, Г. Манесси, Б. Хайне, Л. Хаймен, У. Уайтли и другие), так как во многих африканских языках именные классы — главная типологическая характеристика грамматической системы. Вестерман считал достаточным для определения именных классов морфологический критерий:
- наличие групп существительных, объединяемых общим классным показателем (КП),

- наличие двух серий, образуемых этими группами,— сингулярных классов (выражающих единственное число) и плюральных классов (выражающих множественное число), причём для каждого сингулярного класса имеется некоторый плюральный.

Это определение именных классов ориентировано на так называемые суданские языки, где согласование по классу между существительным и зависимыми от него словами выражено слабее, чем в банту; в бантуистике же основной критерий выделения именных классов — согласовательный. Имеется и более гибкое определение именных классов, исходящее из наличия любого (морфологического, и/или синтаксического) средства выражения класса, так как есть языки, в которых именные классы в самих существительных являются скрытой категорией (см. Категория языковая), то есть не имеют специальных показателей, но зато наличие именных классов проявляется в формах согласуемых слов (прилагательного, местоимения, числительного, глагола) или иным образом (например, синтаксической конструкцией, как в тамильском). Пример языков, не имеющих в существительном классных показателей (КП), — нахско-дагестанские языки (лишь некоторые имена, главным образом термины родства, могут иметь архаичный тип с КП), сравните аварское эмен в-ачӀана «отец пришёл»— эбел й-ачӀана «мать пришла», где классы двух имён выражены глагольными согласователями в-/й-.
Языки с именными классами различаются:
- по способу морфологии выражения класса (префикс-суффикс или комбинированный показатель, реже редупликация или фонемные и тоновые чередования; иногда аффиксальный способ сочетается с фонологическим, как в фула, где КП имеют 3 ступени консонантных чередований);

- по степени выраженности классной системы в структуре предложения. Так, языки банту демонстрируют максимально развитую систему средств выражения именных классов, охватывающих как существительное, так и согласуемые с ним части речи; существительное без КП в банту — аномалия, обычно это заимствования, архаизмы или имена, сменившие классную принадлежность и деграмматизировавшие прежний КП, вследствие чего класс таких имён определяется только по согласовательной модели, а самим существительным приписываются нулевые КП.

Например, в ганда 1-й класс (людей) с префиксом omu- имеет подкласс имён типа ssaa-longo «отец близнецов», nnaa-longo «мать близнецов», kabaka «вождь», lukulwe «главный», «знатный» и т. п., которые, оформляясь нулевым КП, согласуются по типу omu-ntu «человек»' omu-ntu w-ange «мой человек», kabaka w-ange «мой вождь». В тех языках, где существительное имеет собственные КП, согласователи (адъективные, местоименные, глагольные) по форме обычно тождественны или подобны этому КП, сравните в лингала: lo-lenge lo-ye 1-a lo-beki lo-na lo-ko lo-zali lo-lamu «форма эта горшка того одного есть хорошая». Наличие согласования — самый веский индикатор наличия именных классов; их формальное обнаружение предполагает помещение имён в так называемые диагностические контексты — конструкции «существительное + зависимое слово». Тем не менее даже в группах родственных языков наблюдается расхождение по степени согласовательной мощности именных классов.
Например, среди бенуэ-конголезских языков есть языки с широко развитой согласовательной системой и с дифференцированным набором КП в существительном (банту, в которых выделяется до 20 классов) и языки с существенно редуцированной системой именных классов, в которых представлены лишь некоторые согласовательные типы и почти отсутствуют КП в существительном (например, в бамилеке относительно развито лишь местоименное согласование). Сдвиги и разрушение именных классов затрагивают прежде всего стройность согласовательных моделей, количество согласовательных типов, а также способы выражения числа.

## Фактор числа
Соотношение класса и числа — особая проблема, и языки с именными классами обнаруживают в этом отношении значительное разнообразие. В идеальной системе именных классов серии сингулярных и плюральных классов должны быть изоморфны, однако в реальных языках такой системы нет, и они могут сравниваться по степени приближения к идеальной системе (или по степени диспропорции между двумя сериями именных классов). Например, в суахили при 6 сингулярных классах — 5 плюральных (локативные классы не учитываются), в шив соотношение 6/4 и один класс синкретический (сингулярно-плюральный), в фула — 20/5, в ворора (Австралия) — 2/1 плюс два синкретических класса. Диспропорция между сериями именных классов объясняется не только наличием имён типа singularia tantum и pluralia tantum, имеющих лишь одну классную форму, но и различные историческими напластованиями и затемнением семантические основ классификации. Поэтому, например, в языках банту, вообще ближе стоящих к идеальному типу именных классов, часты синкретические классы, которые, будучи сингулярными для некоторых имён, одновременно служат плюральными для других классов (например, в ганда 14-й класс obu- охватывает бесчисловые абстрактные существительные и является плюральным для 13-го класса aka-). Принято считать, что в языках с именными классами категория числа была изначально неотделима от категории класса, и тогда появление и увеличение диспропорции между сингулярными и плюральными именными классами можно расценивать как тенденцию к обособлению числа в самостоятельную категорию. Языки банту находятся на начальном этапе этого процесса, а, например, в дагестанских языках он зашёл дальше, и прежняя классно-числовая система уже значительно деформирована, имеется внеклассное выражение количества. Замечено также, что превращение языка с именными классами (в частности, это имеет место в банту) в надэтническое средство коммуникации — лингва франка или его пиджинизация (см. Пиджины), обусловливая общее упрощение грамматической структуры, отражается в деформации классной системы: действует тенденция к уменьшению количества плюральных КП и унификации выражения числа с помощью органического набора классов.

## Гипотезы происхождения
В вопросе о происхождении именных классов нет полной ясности. Предполагается, что в семантическом плане именные классы отражают метафизическую классификацию предметов и явлений действительности по их внешним признакам, существенность которых может быть различной в разных этнических культурах; указывается на ассоциативный принцип классификации (соотнесённость именных классов с так называемыми семантические полями). Неясно так же, следует ли считать многочленные системы именных классов развившимися из более бедных (в пределе — двучленных) систем или же развитие шло по линии сокращения изначально богатых систем; видимо, для разных языковых групп можно предполагать различные пути развития именных классов (в том числе и циклические). Например, в языках банту исторически прослеживается противопоставление 1-го и 9-го классов («людей» и «животных») всем прочим классам по тону КП и согласовательных морфем (в 1-м и 9-м классах тон низкий, в остальных — высокий), что может отражать древнее противопоставление по одушевлённости — неодушевлённости. В некоторых бантоидных языках (например, бамилеке), претерпевших значительное разрушение системы именных классов (генетически связанной с системой именных классов банту), вновь наблюдается выравнивание классных различий по линии семантические оппозиции одушевлённость — неодушевлённость (такая тенденция присуща и языкам банту), выражаемой в единственном числе и нейтрализуемой во множественном числе. Развитие системы именных классов из этой оппозиции отчётливее, по-видимому, прослеживается в дагестанских языках. В формальном плане происхождение КП связывается обычно с местоименными (дейктическими) элементами (в частности, с показателями определённости, как указывает Дж. X. Гринберг), десемантизированными и превратившимися в аффиксы.

## Фактор рода
Именные классы представляют собой менее грамматикализованную систему, чем род, но более грамматикализованную, чем так называемые счётные (нумеративные) классификаторы, известные ряду языков Северной Америки и Юго-Восточной Азии (например, тцелтал, бирманский, вьетнамский и другие). Счётно-классификаторные языки находятся на грани между классными и бесклассными языками. Основные отличие систем счётных классификаторов от именных классов состоит в их нетаксономическом характере: они не разбивают имена на статичные классы, принадлежность имени к тому или иному классу не является его постоянной характеристикой и не требует обязательного формального выражения в каждой фразе, проявляясь только в специальных счётных конструкциях с числительными. Семантические основания такой классификации обычно прозрачны (форма, размер, консистенция, расположение предметов); она остаётся преимущественно лексической и находится вне категории числа. Однако счётно-классификаторная система может стать основой формирования именных классов, если классификаторы получат постоянное закрепление за определёнными группами слов с дальнейшей их грамматикализацией.

### Языки, содержащие именные классы
- банту
  - ганда: 10 классов, характеризующие людей, длинные предметы, животных, широкие предметы и жидкости, маленькие предметы, языки и др.
  - суахили,
  - зулу;
- фула (пулар-фульфульде): здесь отображена наиболее громоздкая система — от 20 до 25 именных классов; в том числе: партитивный и обычный диминутивы (значения уменьшения), аугментатив (увеличения), значения «жидкость», «дерево», «мелкоокруглый предмет», «массивный предмет» и т. п.;
- В языке гола есть и особый локативный класс: e-wie-lε «река» (как предмет), ko-wie-lε «река» (как место);
- нахско-дагестанские языки
- дирбал
- туканские языки: в туюка существует 97 классов, в барасана — 137, это среднее число в восточной группе этой семьи; в западной группе количество классификаторов значительно различается: в секоя их 17, в сиона — 20, в корегуахе — 28, в танимука — как минимум 21, в кубео — около 100;
- чукотско-камчатские языки: насчитывается от двух до четырёх классов по степени активности (неактивный класс неодушевлённых предметов; класс животных; среднеактивный класс людей; высокоактивный класс людей и животных).

## Источник
- В. А. Виноградов. Именные классы // Лингвистический энциклопедический словарь. — М.: СЭ, 1990. — С. 173—174.